# Surucuá-de-coleira
O surucuá-de-coleira (nome científico: Trogon collaris) é uma espécie de ave trogoniforme da família dos trogonídeos (Trogonidae). É encontrado no México, em toda a América Central e no norte da América do Sul.

## Etimologia
O nome vernáculo surucuá deriva, segundo Antenor Nascentes, do tupi suruku'a. No Dicionário Histórico das Palavras Portuguesas de Origem Tupi (DHPT), contudo, essa forma é hopotética.

## Descrição
O surucuá-de-coleira tem plumagem masculina e feminina distintas, com penas macias, muitas vezes coloridas. Tem cerca de 25 a 29 centímetros (9,8 a 11,4 polegadas) de comprimento e pesa cerca de 41 a 64 gramas (1,4 a 2,3 onças). Ambos os sexos têm o rosto e a garganta pretos. A coroa, nuca, costas e garupa do macho são verde metálico brilhante. A asa dobrada mostra vermiculação em preto e branco. O peito também é verde metálico com uma faixa branca separando-o da barriga e da cloaca vermelha brilhante. A parte superior da cauda é verde com uma ponta preta e a parte inferior é barrada em preto e branco. A fêmea é marrom-oliva onde o macho é verde, a asa fechada é marrom com vermiculação preta e a barriga é de um vermelho mais fosco que o do macho. A parte inferior da cauda é cinza com algumas barras pretas e pontas brancas.

## Distribuição e habitat
O surucuá-de-coleira está presente em Belize, Bolívia, Brasil, Colômbia, Costa Rica, Equador, El Salvador, Guiana Francesa, Guatemala, Guiana, Honduras, México, Nicarágua, Panamá, Peru, Suriname, Trindade e Tobago e Venezuela. Habita florestas tropicais e subtropicais de baixa altitude e montanhosas, florestas nubladas, chuvosas e de galeria, várzeas e altos crescimentos secundários.

## Comportamento
Geralmente aos pares, tende a passar despercebido, pois prefere ficar dentro da floresta. Em seu poleiro, balança o rabo como outros surucuás. Segue rebanho misto, suas pernas fracas refletem sua dieta e hábitos arbóreos. Embora seu voo seja rápido, não estão dispostos a voar qualquer distância. Geralmente são eretos e imóveis. São residentes na maior parte de sua área de distribuição, embora algumas populações da América Central possam ser migrantes de alta altitude. Sua dieta é predominantemente insetívora, incluindo lagartas, libélulas, besouros e algumas frutas. Nidifica em um buraco de um ninho de cupins de árvore a uma altura entre 5 e 10 metros, com uma postura típica de dois ovos brancos. Seu canto é um caró-cau-cau-cau curto e rápido, com até cinco cau. Ambos os sexos emitem um chamado prrrrr descendente, muitas vezes ao levantar e abaixar a cauda. As populações da América Central diferem muito em sua vocalização das do sul, de modo que podem representar espécies diferentes.

## Sistemática
A espécie T. collaris foi descrita pela primeira vez pelo naturalista francês Louis Jean Pierre Vieillot em 1817 com o mesmo nome científico; Localidade do tipo "Caiena". Possivelmente mais próximo de surucuá-da-montanha (Trogon mexicanus), surucuá-elegante (Trogon elegans), surucuá-mascarado (Trogon personatus), surucuá-dourado (Trogon rufus) e surucuá-de-barriga-vermelha (Trogon curucui). Estudos de DNA sugerem que os parentes mais próximos podem ser elegans, personatus e rufus. A subespécie puella às vezes é considerada uma espécie distinta. A validade da subespécie extimus é questionável. A subespécie xalapensis é considerada indistinguível da puella; a subespécie eytoni (Rio de Janeiro) é aparentemente inseparável de castaneus; também há uma incerteza considerável sobre a subespécie proposta underwoodi (noroeste da Costa Rica) e flavidior (Panamá, Cerro Flores).

### Subespécies

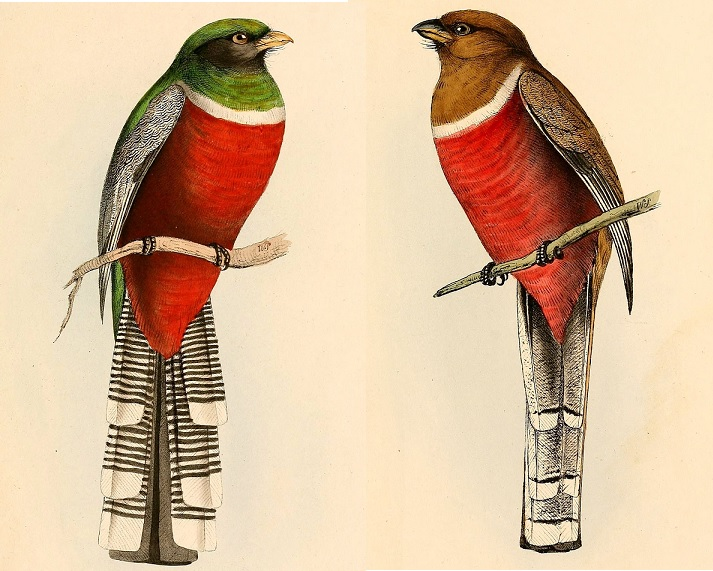
Surucuá-de-coleira, masculino e feminino; ilustração de William Swainson, 1841

Não há acordo completo sobre as subespécies entre as classificações. De acordo com a classificação Clements Checklist 6.9, nove subespécies são reconhecidas, com sua distribuição geográfica correspondente:
- Grupo políptico puella/extimus:
  - Trogon Collaris puella Gould, 1845 – leste do México ao sul ao longo de ambas as encostas da América Central até o centro do Panamá (Veráguas).
  - Trogon Collaris extimus Griscom, 1929 - nordeste do Panamá (leste de Darién).
- Grupo políptico collaris:
  - Trogon Collaris castaneus Spix, 1824 - baixo rio Amazonas e fragmentariamente no leste do Brasil.
  - Trogon Collaris Collaris Vieillot, 1817 - leste dos Andes (exceto norte da Venezuela) ao sul ao norte da Bolívia e centro-oeste do Brasil; Trindade e Tobago.
  - Trogon Collaris exoptatus Cabanis & Heine, 1863 - norte da Venezuela.
  - Trogon Collaris heothinus Wetmore, 1967 - extremo leste da Serra de Darién.
  - Trogon collaris subtropicalis Zimmer, J. T., 1948 - zona subtropical no oeste da Colômbia (vales de Magdalena e Cauca).
  - Trogon Collaris virginalis Cabanis & Heine, 1863 - a oeste da Colômbia e oeste do Equador.
  - Trogon Collaris eytoni Fraser, 1857 - leste do Brasil.

De acordo com a classificação do Congresso Ornitológico Internacional (IOC) (Versão 4.3, 2014) as seguintes subespécies também são reconhecidas, e eytoni não é reconhecida:
- - Trogon collaris underwoodi Bangs, 1908 - noroeste da Costa Rica.
  - Trogon Collaris aurantiiventris Gould, 1856 - centro da Costa Rica ao oeste do Panamá.
  - Trogon Collaris Flavidior Griscom 1924 - oeste do Panamá.

Embora o Comitê de Classificação da América do Norte (NACC) - da Sociedade Ornitológica Americana (AOU) reconhece auratiiventris como espécie, ele observa que poderia ser nada mais do que um morfo colorido do Trogon collaris. A Clements Checklist 6.9 considera que este grupo é a espécie Trogon aurantiiventris e suas respectivas subespécies T. auratiiventris underwoodi e T. aurantiiventris flavidior.

## Conservação
A União Internacional para a Conservação da Natureza (UICN / IUCN) classifica a surucuá-de-coleira como sendo uma espécie de menor preocupação, pois sua população muito é grande, embora não quantificada, e tem um alcance muito grande. No Brasil, consta em várias listas de conservação: em 2005, foi classificada como em perigo na Lista de Espécies da Fauna Ameaçadas do Espírito Santo; em 2010, como criticamente em perigo na Lista de Espécies Ameaçadas de Extinção da Fauna do Estado de Minas Gerais de 2010; em 2017, foi declarado regionalmente extinto na Lista Oficial das Espécies da Fauna Ameaçadas de Extinção do Estado da Bahia; em 2018, como pouco preocupante na Lista Vermelha do Livro Vermelho da Fauna Brasileira Ameaçada de Extinção do Instituto Chico Mendes de Conservação da Biodiversidade (ICMBio).